# Uriel Antuna
Carlos Uriel Antuna Romero (* 21. August 1997 in Gómez Palacio, Durango) ist ein mexikanischer Fußballspieler, der seit 1. Januar 2020 beim Erstligisten CD Cruz Azul unter Vertrag steht.
Der Flügelspieler ist seit Juni 2019 mexikanischer Nationalspieler und gewann mit seinem Heimatland, wo er mit dem Namen Brujo (Zauberer) gerufen wird, den CONCACAF Gold Cup 2019 und 2023.

## Vereinskarriere

### Santos Laguna
Uriel Antuna schloss sich im Jahr 2012 der U15-Mannschaft Santos Lagunas an und spielte dort in den nächsten Jahren auch erfolgreich für die U17 und U20. Mit der U20-Auswahl gewann er in der Saison 2015/16 die Meisterschaft. Am 24. August 2016 debütierte er beim 3:3-Unentschieden im Pokalspiel gegen den FC Juárez für die erste Mannschaft, als er in der 83. Spielminute für den Kolumbianer Mauricio Cuero eingewechselt wurde. Sein Debüt in der Liga MX ließ bis zum 5. März 2017 (9. Spieltag der Clausura) bei der 1:2-Auswärtsniederlage gegen die UNAM Pumas auf sich warten. Diese beiden Einsätze waren Antunas einzige in dieser Spielzeit.

### FC Groningen
Am 12. Juli 2017 erwarb die City Football Group die Transferrechte des jungen Mexikaners. Dieser unterzeichnete am selben Tag einen Vierjahresvertrag beim englischen Erstligisten Manchester City. Am 8. August schloss er sich leihweise für zwei Jahre dem niederländischen Verein FC Groningen an. Beim Ehrendivisionär debütierte er am 10. September (4. Spieltag) beim 1:1-Unentschieden gegen VVV Venlo, als er in der 56. Spielminute für Oussama Idrissi eingewechselt wurde. In seiner ersten Saison 2017/18 schaffte er es nicht über den Status als Rotationsspieler hinaus und bestritt nur 11 Ligaspiele. Für die Reservemannschaft erzielte er in 14 Spielen drei Tore.
Auch in der folgenden Spielzeit 2018/19 gelang ihm nicht der Durchbruch in die Startformation, weshalb das Leihgeschäft bereits im Januar 2019 aufgelöst wurde. Bis dahin war er in neun Ligaspielen der Green-White Army zum Einsatz gekommen, in denen ihm kein Torerfolg gelang.

### LA Galaxy
Am 29. Januar 2019 wechselte er in einem Leihgeschäft zur MLS-Franchise LA Galaxy, wo er das gesamte Spieljahr 2019 verbringen sollte. Sein Ligadebüt gab er am 3. März (1. Spieltag) beim 2:1-Heimsieg gegen die Chicago Fire. Am 17. März (3. Spieltag) bereitete er beim 3:2-Heimsieg gegen Minnesota United zwei Tore vor. Sein erstes Tor für die Galaxy gelang ihm am 29. April (9. Spieltag) beim 2:1-Heimsieg gegen Real Salt Lake. In dieser Saison gelangen ihm in 33 Ligaspielen sechs Tore und genauso viele Vorlagen. LA Galaxy scheiterte in den Play-offs am Los Angeles FC und Antunas Leihgeschäft endete nach dieser Partie.

### Deportivo Guadalajara
Manchester City verlängerte Antunas Arbeitspapier im Oktober 2019 bis Sommer 2022. Bereits am 28. November wurde jedoch bekanntgegeben, dass er die Citizens zum 1. Januar 2020 für beinahe zehn Millionen Euro zum mexikanischen Traditionsverein Deportivo Guadalajara verlässt, wo er mit einem Zweijahresvertrag ausgestattet wurde. Sein Ligadebüt bestritt er am 12. Januar (1. Spieltag der Clausura) beim 2:0-Heimsieg gegen den FC Juárez, als er in der 68. Spielminute für Isaac Brizuela eingewechselt wurde. In der aufgrund der COVID-19-Pandemie frühzeitig abgebrochenen Clausura 2020 bestritt er neun Spiele, in denen ihm eine Torvorlage gelang.

## Nationalmannschaft

### Mexiko U20
Antuna spielte für die mexikanische U18-Nationalmannschaft, bevor er im Frühjahr 2017 mit der U20 an der CONCACAF U20-Meisterschaft in Costa Rica teilnahm. Dort kam er in allen fünf Gruppenspielen zum Einsatz und erzielte im Gruppenspiel gegen El Salvador einen Hattrick. Im Anschluss an das Turnier wurde er in die beste Mannschaft des Turniers gewählt.
Im Sommer 2017 nahm er mit der U20 an der U20-Weltmeisterschaft 2017 in Südkorea teil. Dort bestritt er alle fünf Spiele, bis Mexiko gegen den späteren Weltmeister England aus dem Wettbewerb ausschied.

### Mexiko U21
Im Mai 2018 wurde Antuna in den Kader der U21 für das Turnier von Toulon 2018 einberufen. Er bestritt alle vier Turnierspiele und scheiterte mit Mexiko im Endspiel an der Englischen Auswahl. Anschließend war bis November 2018 noch in vier Testspielen für die U21 im Einsatz.

### Mexiko
Bereits im November 2017 nominierte Juan Carlos Osorio Antuna erstmals für die mexikanische A-Nationalmannschaft. Bei den Testspielen gegen Belgien und Polen wurde er jedoch nicht berücksichtigt. Auf die nächste Einberufung musste er bis Mai 2019 warten, als ihn der neue Cheftrainer Gerardo Martino im vorläufigen Kader für den CONCACAF Gold Cup 2019 in den Vereinigten Staaten listete. Sein Debüt bestritt er am 6. Juni beim 3:1-Sieg im Testspiel gegen Venezuela, als er in der zweiten Halbzeit für Roberto Alvarado eingewechselt wurde. Obwohl er zunächst im finalen Kader nicht berücksichtigt wurde, rückte er aufgrund einer Verletzung von Jorge Sánchez in die Auswahl nach.
Im ersten Gruppenspiel des Gold Cups gegen Kuba stand Antuna in der Startformation. Er erzielte einen Dreierpack und bereitete einen Treffer beim 7:0-Sieg vor. Durch diesen Auftritt startete er auch in den kommenden zwei Gruppenspielen und sammelte in diesen ein weiteres Tor und eine Vorlage. Aufgrund seiner Leistungen erhielt er von der Presse den Spitznamen El Brujo (der Zauberer). Mit den El Tri räumte er in der Finalrunde sowohl Costa Rica als auch Haiti aus dem Weg und gelangte somit ins Endspiel, wo der Gastgeber USA wartete. Das Finalspiel gewann man mit 2:1.
2023 gewann er mit der Auswahl Mexikos erneut den Gold Cup.

## Erfolge
Mexiko
- CONCACAF Gold Cup: 2019, 2023